# 사이조시
사이조시(일본어: 西条市)는 일본 에히메현 도요 지방의 서일본 최고봉인 이시즈치산 기슭에 있는 시이다.
일본의 이름난 물 100선에도 선정되어 있는 '우치누키'로 불리는 지하수와 투구게 등으로 널리 알려져 있다. 구 사이조시가 힘써 온 제조업을 중심으로 산업 진흥 방침을 지금도 계승해 공업 출하액은 시코쿠의 시정촌 중에서 가장 많다. 임해부에는 일본 최대급의 이마바리 조선의 도크가 있다.
2004년 11월 1일에 구 사이조시, 도요시, 슈소군 고마쓰정, 단바라정이 대등 합병해 새로운 '사이조시'가 탄생했다.

## 역사
센고쿠 시대 말기에 전국 제패를 목표로 하던 도요토미 히데요시의 부하 모리씨·고바야카와 다카카게에 의한 시코쿠 공격군이 세토 내해를 건너 현재의 니이하마시에 상륙해 이 지방을 실질적으로 지배하고 있던 가네코씨를 토벌한 덴쇼 전투의 격전지가 되었다.
에도 시대에는 히토쓰야나기 가문이 사이조번을 지배했지만 자손이 없어 영지가 몰수되면서 잠시 천령(막부 직할령)이 된 후 기슈 도쿠가와씨에서 번주 도쿠가와 요리노부의 차남인 마쓰다이라 요리즈미를 맞이해 이후 기슈 도쿠가와씨의 지번으로 에도 막부 말기까지 사이조번을 지배했다. 또 초대 사이조 번주 히토쓰야나기 나오모리의 3남인 나오요리가 고마쓰번을 열어 대대로 계승해 지배하였다. 마쓰야마번의 초대 번주인 마쓰다이라 사다유키가 영내에 3개의 시장을 정비했고 그 중 하나가 단바라에 설치되었다.
- 1889년 - 사이조정이 성립하였다.
- 1898년 - 고마쓰촌이 정으로 승격해 고마쓰정이 되었다.
- 1913년 - 후쿠오카촌이 정으로 승격해 단바라정이 되었다.
- 1925년 - 사이조정과 간바이촌, 다마쓰촌, 오마치촌이 합병해 사이조정이 되었다.
- 1941년 - 사이조정, 이오카촌, 간베촌, 다치바나촌, 히미정이 합병하여 시로 승격해 사이조시가 되었다.
- 1955년 - 고마쓰정과 이시즈치촌이 합병해 고마쓰정이 되었다.
- 1956년 - 사이조시와 오후키촌, 가모촌과 니이하마시 오조인의 일부를 편입하였다.
- 2004년 - 사이조시, 도요시, 고마쓰정, 단바라정 등 2시 2정이 신설 합병(대등 합병)해 새로운 사이조시가 되었다.

## 경제
임해부는 시코쿠추오시, 니이하마시, 사이조시, 이마바리시, 마쓰야마시로 연결되는 시코쿠 중부 최대 규모의 공업지대를 형성한다. 소재, 반도체, 조선, 음료, 발전, 철강 등 공업의 입지 형태가 다양한 분야에 이르는 것이 사이조의 공업 특징이다.
공업 출하액은 시코쿠의 시정촌 중에서는 최대이며 고치현의 전체 액수보다 크다. 인접하는 니이하마시와는 공업 뿐만 아니라 상업에서도 일체화가 진행되어 하나의 경제권을 이룬다.

## 교통

### 철도
- 시코쿠 여객철도 요산선

### 도로
- 마쓰야마 자동차도
- 국도 11호선
- 국도 192호선
- 국도 194호선
- 국도 196호선

## 인구
| 연도 | 인구    | ±%    |
| ---- | ------- | ----- |
| 1960 | 116,523 | —     |
| 1970 | 108,270 | −7.1% |
| 1980 | 112,961 | +4.3% |
| 1990 | 115,251 | +2.0% |
| 2000 | 114,548 | −0.6% |
| 2010 | 112,134 | −2.1% |

## 기후
| 사이조시의 기후                                              | 사이조시의 기후 | 사이조시의 기후 | 사이조시의 기후 | 사이조시의 기후 | 사이조시의 기후 | 사이조시의 기후 | 사이조시의 기후 | 사이조시의 기후 | 사이조시의 기후 | 사이조시의 기후 | 사이조시의 기후 | 사이조시의 기후 | 사이조시의 기후 |
| 월                                                           | 1월             | 2월             | 3월             | 4월             | 5월             | 6월             | 7월             | 8월             | 9월             | 10월            | 11월            | 12월            | 연간            |
| ------------------------------------------------------------ | --------------- | --------------- | --------------- | --------------- | --------------- | --------------- | --------------- | --------------- | --------------- | --------------- | --------------- | --------------- | --------------- |
| 역대 최고 기온 °C (°F)                                       | 19.0 (66.2)     | 23.1 (73.6)     | 27.9 (82.2)     | 32.0 (89.6)     | 34.3 (93.7)     | 36.8 (98.2)     | 37.5 (99.5)     | 37.8 (100.0)    | 36.7 (98.1)     | 32.9 (91.2)     | 25.6 (78.1)     | 21.3 (70.3)     | 37.8 (100.0)    |
| 일평균 최고 기온 °C (°F)                                     | 9.6 (49.3)      | 10.1 (50.2)     | 13.6 (56.5)     | 19.0 (66.2)     | 24.0 (75.2)     | 26.6 (79.9)     | 30.8 (87.4)     | 31.8 (89.2)     | 27.7 (81.9)     | 22.6 (72.7)     | 17.2 (63.0)     | 12.0 (53.6)     | 20.4 (68.8)     |
| 일일 평균 기온 °C (°F)                                       | 5.7 (42.3)      | 6.0 (42.8)      | 9.1 (48.4)      | 14.0 (57.2)     | 18.9 (66.0)     | 22.5 (72.5)     | 26.6 (79.9)     | 27.4 (81.3)     | 23.7 (74.7)     | 18.4 (65.1)     | 12.9 (55.2)     | 7.9 (46.2)      | 16.1 (61.0)     |
| 일평균 최저 기온 °C (°F)                                     | 1.9 (35.4)      | 1.9 (35.4)      | 4.6 (40.3)      | 9.1 (48.4)      | 14.1 (57.4)     | 19.1 (66.4)     | 23.2 (73.8)     | 23.8 (74.8)     | 20.3 (68.5)     | 14.5 (58.1)     | 8.8 (47.8)      | 4.0 (39.2)      | 12.1 (53.8)     |
| 역대 최저 기온 °C (°F)                                       | −4.5 (23.9)     | −7.7 (18.1)     | −3.3 (26.1)     | 0.4 (32.7)      | 5.3 (41.5)      | 10.2 (50.4)     | 16.4 (61.5)     | 17.9 (64.2)     | 11.4 (52.5)     | 4.7 (40.5)      | 0.4 (32.7)      | −3.2 (26.2)     | −7.7 (18.1)     |
| 평균 강수량 mm (인치)                                        | 53.2 (2.09)     | 69.1 (2.72)     | 109.7 (4.32)    | 103.3 (4.07)    | 127.0 (5.00)    | 208.9 (8.22)    | 185.6 (7.31)    | 125.2 (4.93)    | 230.1 (9.06)    | 151.9 (5.98)    | 70.5 (2.78)     | 59.3 (2.33)     | 1,493.5 (58.80) |
| 평균 강수일수 (≥ 1.0 mm)                                     | 7.3             | 8.8             | 10.8            | 9.8             | 8.9             | 12.1            | 9.8             | 7.7             | 10.7            | 8.3             | 7.3             | 7.7             | 109.2           |
| 평균 월간 일조시간                                           | 125.0           | 131.8           | 162.6           | 185.6           | 200.9           | 139.8           | 177.2           | 204.1           | 140.3           | 149.9           | 128.4           | 120.4           | 1,865.9         |
| 출처: 일본 기상청 (평년값: 1991년~2020년, 극값: 1978년~현재) |                 |                 |                 |                 |                 |                 |                 |                 |                 |                 |                 |                 |                 |

## 자매 도시
- 중국 허베이성 바오딩시